# Xexi
Maaibré Xexi (o simplemente Xexi) fue un faraón de Egipto durante el segundo período intermedio. La dinastía, la posición cronológica, la duración y la extensión de su reinado son inciertas y están sujetas a un debate. La dificultad de identificación se refleja en los problemas en la determinación de los eventos desde el final del Imperio Medio hasta la llegada de los hicsos a Egipto. Sin embargo Xexi, en cuanto al número de artefactos que se le atribuyen, el período más atestiguado del período que comprende el fin del Imperio Medio y el Segundo Período Intermedio, aproximadamente entre 1800 y 1550 a. C... Cientos de escarabeos con su nombre original han sido encontrados en Canaán, Egipto, Nubia e incluso Cartago, donde algunos todavía estaban en uso mil quinientos años después de su muerte.
Se presentaron tres hipótesis concurrentes para la dinastía a la que pertenecía Xexi. Egiptólogos como Nicolas Grimal, William C. Hayes y Donald B. Redford creen que debería identificarse con Salitis, fundador de la XV dinastía, según fuentes históricas, y rey de los hicsos durante la invasión de Egipto. A Salitis se le atribuyen diez años de reinado y había vivido en algún momento entre 1720 y 1650 a. C.. El egiptólogo William Ayres Ward y la arqueóloga Daphna Ben-Tor proponen que Xexi era un rey hicsos perteneciente a la segunda mitad de la dinastía XV, reinando entre Jyan y Apofis I. Alternativamente, Manfred Bietak propuso que Xexi era un vasallo de los hicsos, gobernando alguna parte de Egipto o Canaán. Se debate la existencia misma de tales vasallos. Al final, Xexi podría haber sido un gobernante del comienzo de la XIV dinastía, una línea de reyes descendientes de los cananeos que dominaban el Delta del Nilo Oriental inmediatamente antes de la llegada de los hicsos. Los defensores de esta teoría, como Kim Ryholt y Darrell Baker, atribuyen a Xexi cuarenta años de reinado alrededor del 1745 a. C.
Ryholt propuso que Xexi habría aliado su reino con los cuxitas en la Núbia, por medio de una boda dinástico con la princesa núbia Tati. Ryholt postula aunque el hijo de Xexi y Tati fue Neesi, cuyo nombre significa "El Núbio", que él cree haber sucedido Xexi en el trono, como el faraón Nehesy.

### Vasallo de los hicsos

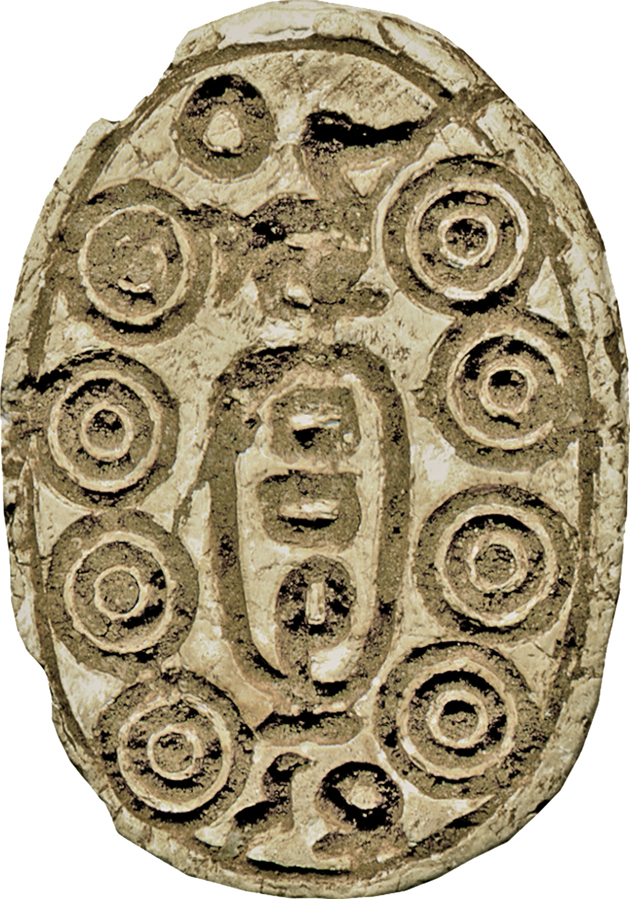
Otro escarabeo del Faraón, Walters Art Museum.

## Datación

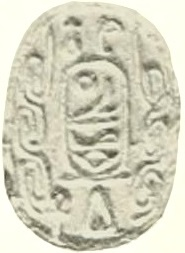
Inscripción en el escarabeo de Xexi "El buen dios Maaibré, dio la vida".

## Evidencias

### Nombre y prenombre en sellos
El nombre de Sa-Ra de Xexi está inscrito sobre dos sellos, que constituyen los únicos testimonios de su reinado. El número de sellos atribuidos a Xexi sólo tiene paralelo con los que llevan el nombre de pila Maaibré, que significa "El justo es el corazón de Ra". Basado en las semejanzas estilísticas entre los grupos de sellos y sus números únicos, el consenso entre los egiptólogos es que Maaibré era el primer nombre de Xexi.

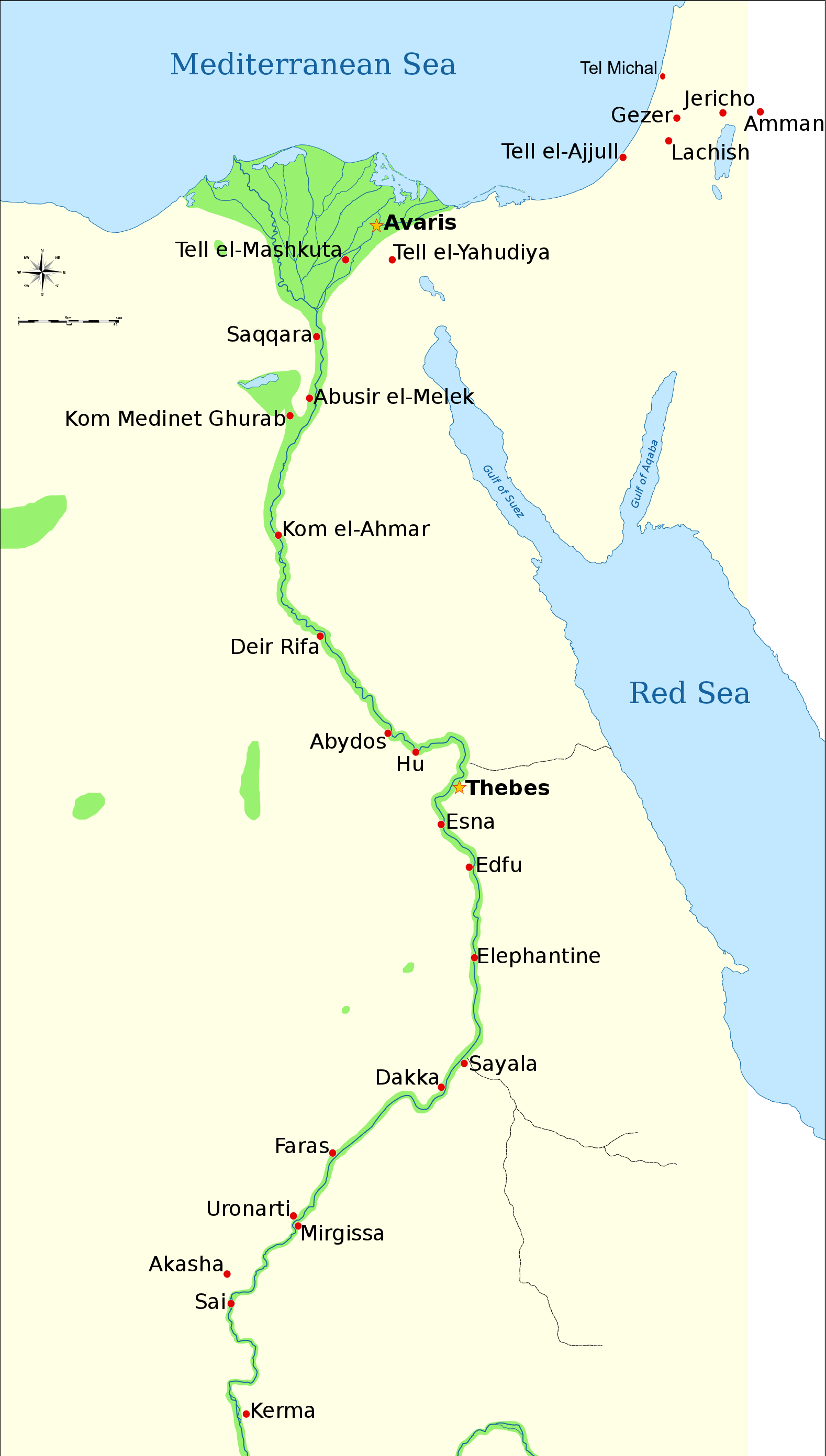
Región donde fueron encontrados algunos escarabeos de Xexi.

En consecuencia, Maaibré Xexi es el gobernador con mayor testimonio del Segundo Período Intermedio, en términos de la cantidad de artefactos que se le atribuyen, con 396 sellos e impresiones de sellos que muestran su nombre y nombre. Este número es tres veces mayor que los 123 sellos asignados al siguiente rey más atestiguado del período, Iaquebim Secaenré.
Además, Manfred Bietak sugirió que un sello descubierto en Ávaris e inscrito con el nombre de un rey "Xenxeque" (Shenshek) probablemente debería atribuirse a Xexi. Esta conclusión es rechazada por Kim Ryholt y Darrell Baker, quienes creen que Xenxeque fue un rey distinguido. 

### Localización de los hallazgos
Más del 80% de los escarabeos atribuidos a Maaibré Xexi son de origen desconocido, pero los 20% restantes fueron encontrados en todo lo Egipto, Núbia y Canaán, indicando contactos comerciales y diplomáticos generalizados durante el reinado de Xexi.
Hallazgos importantes incluyen escarabeos de Laquis, Gezer, Jericó, Tel Michal, Amã y Telel Ajul en Canaán. En el Bajo Egipto, tres escarabeos fueron desenterrados en Telel Iaudia y Telel Mascuta y otros ocho son de la región del Delta. Cuatro son originários de Sacará y otros cinco de los locales egipcios del Oriente de Abusir Elmaleque, Con Medinete Gurabe, Con Elamar y Deir Rifa. Al sur, en lo alto Egipto, un total de veinte escarabeos fueron encontrados en Abidos, Hu, Tebas, Elefantina, Esna y Edfu. En la Núbia, escarabeos de Xexi fueron encontrados en las fortalezas egipcias de Uronarti y Mirgissa y, en el Templo de Daca, Querma, Seiala, Aniba, Masmas, Faras, Uquema, Acaxa y Sale. Finalmente, fueron encontrados dos impresiones de Xexi en Cartago, datados arqueológicamente del siglo II a. C.
Los escarabeos de Xexi están ahora esparcidos en diversos museos diferentes, incluyendo el Museo de Israel, Museo Petrie, Ashmolean, Museo Británico, Louvre, Museo de Israel, Museo Metropolitano de Arte y el Museo Egipcio de El Cairo.

### Gobernante Hicso

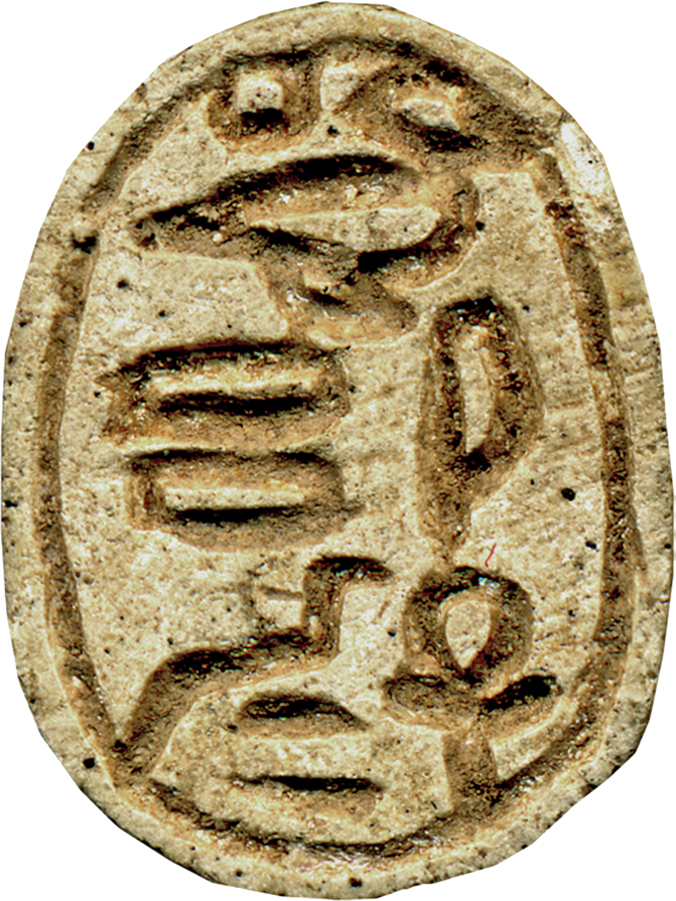
escarabeos inscrito de Xexi, Walters Art Museum